# Іван Максимович (медик)
Іва́н Петро́вич Максимо́вич (*1730-ті, Сорочинці, Миргородський полк, Військо Запорозьке Городове — †після 1786) — український вчений-медик, лікар-інфекціоніст, військовий лікар. Доктор медицини, випускник Кенігсберзького університету.

## Життєпис
Народився у сотенному містечку Сорочинцях Миргородського полку Гетьманщини в родині козака. До 1757 навчався у Києво-Могилянській академії, потім у медичній школі при Санкт-Петербурзькому адміралтейському шпиталі, яку закінчив 1 червня 1760, отримавши звання лікаря.
25 жовтня 1760 призначений полковим лікарем Астраханського драгунського полку РІА. 1765 переведений у діюче російське військо в Калмикії. 28 січня 1768 очолив медичний відділ при Астраханській губернській канцелярії.
1772 дістав дозвіл на навчання за кордоном для підвищення кваліфікації. 10 грудня вступив до Кенігсберзького університету. У квітні 1773 захистив докторську дисертацію під назвою «Про грецьку та арабську проказу» (De lepra graeca et arabica).
Після повернення до Російської імперії 25 липня 1773 знову направлений в Астраханську губернію. Був одним із перших організаторів системи охорони здоров'я у цьому краї. 24 жовтня 1785 дістав чин надвірного радника. 17 серпня 1786 за клопотанням Кавказького генерал-губернатора Павла Потьомкіна переведений до Єкатеринограда — на посаду головного лікаря Кавказького намісництва. Дата смерті невідома.